# Elaphromyia pterocallaeformis
Elaphromyia pterocallaeformis är en tvåvingeart som först beskrevs av Mario Bezzi 1913.  Elaphromyia pterocallaeformis ingår i släktet Elaphromyia och familjen borrflugor. Inga underarter finns listade i Catalogue of Life.